# Stan Musial
Stanley Frank Musial (nacido Stanisław Franciszek Musiał; Donora, Pensilvania, 21 de noviembre de 1920 - Ladue, Misuri, 19 de enero de 2013) fue un jugador de béisbol profesional estadounidense, y miembro del Salón de la Fama. Era apodado «Stan the Man», y jugó 23 temporadas en las Grandes Ligas para los St. Louis Cardinals, con los que logró tres títulos de Serie Mundial. Además, fue 24 veces seleccionado para el Juego de las Estrellas, acumuló durante su carrera 3.630 hits y 475 jonrones, y fue también jugador más valioso en tres ocasiones.

## Carrera

### Inicios
Inició su carrera de pelotero en ligas menores como lanzador, posición en la cual tuvo un desempeño modesto, ya que en dos años logró una marca de 15-9 con el equipo West Virginia. Para 1940 llegó al equipo de Daytona Beach, donde jugó como jardinero, y con el que logró un promedio de bateo de.352. Sin embargo, se lesionó su hombro debido a una jugada en la que debió estirarse para atrapar una bola, por lo que ya no pudo volver al montículo. Por el contrario, en el siguiente año logró anotarse un promedio de bateo de.426, durante un campamento bajo la supervisión de los Cardinals.

### Etapa profesional
En 1941, debutó en las Grandes Ligas con los Cardinals, y jugó apenas en 12 partidos. En 1942, logró batear para.315, además de ganar la Serie Mundial con su equipo. En 1943, llegó a los.357, y se agenció el primero de siete títulos de bateo y el primero de sus reconocimientos como jugador más valioso. La mejor de sus temporadas al bate fue en 1948, en la que obtuvo su mejor average (.376), y lideró además en las categorías de slugging, hits, dobles, triples, carreras y carreras empujadas, entre otras; y por apenas un cuadrangular no pudo conquistar la triple corona. No obstante, se agenció su tercer y último MVP.
En la década de los años 1950, Musial alcanzó varias marcas, entre ellas: 30 juegos consecutivos bateando de hit (1950); en 1955 logró 300 cuadrangulares acumulados en su carrera, y los 400 en 1959; en 1958, llegó a los 3,000 imparables. Esa temporada (la número 17 con los Cardinals) tuvo un inicio arrollador: en los primeros 17 juegos tenía average arriba de.500 y con al menos un hit en 17 partidos.
Cuando alcanzó la marca de los tres mil imparables sucedió una anécdota. Deseaba lograr dicha marca en la ciudad de St. Louis, y por ello fue dejado en la banca mientras el equipo jugaba de visita. Sin embargo, en un juego desarrollado en Chicago, el día 13 de mayo, el mánager decidió alinearlo como emergente en el sexto episodio con hombre en segunda y en desventaja de 3-1. Musial, que tenía 2,999 imparables en su haber, cumplió su misión empujando la segunda carrera ante una pírrica asistencia de al menos 6,000 espectadores, un pobre escenario para una memorable marca. Después del juego el mánager del equipo expresó sus disculpas a Stan.
Musial se caracterizó por ser consistente en su bateo, tuvo tantos hits jugando de local como de visitante; raramente tenía largos periodos de sequía con el bate al hombro, y su perseverancia se manifestaba en las dieciséis temporadas consecutivas bateando arriba de.300 (1942-1958).

### Retiro
Su última temporada fue la de 1963. El año siguiente, el presidente Lyndon B. Johnson le nombró director del National Council on Physical Fitness. Fungió como mánager general para los Cardinals en 1967 con buenos resultados, pues ganaron la Serie Mundial frente a los Red Sox. Para culminar su carrera, en 1969 fue ingresado al Salón de la Fama.